# Psychotria subcucullata
Psychotria subcucullata là một loài thực vật có hoa trong họ Thiến thảo. Loài này được Merr. miêu tả khoa học đầu tiên năm 1926.